# Mathay
Mathay é uma comuna francesa na região administrativa de Borgonha-Franco-Condado, no departamento de Doubs. Estende-se por uma área de 14,85 km². Em 2010 a comuna tinha 2 186 habitantes (densidade: 147,2 hab./km²).